# Julie Mukandila Kayembe
Julie Mukandila Kayembe est une femme politique congolaise, actuellement maire de la ville de Kamina, située dans la province du Haut-Lomami en république démocratique du Congo.

## Biographie
Julie Mukandila Kayembe est originaire de la République démocratique du Congo. Son parcours académique reste encore méconnu, mais sa carrière en politique témoigne d’une volonté de moderniser et de structurer la ville de Kamina, où elle exerce en tant que maire depuis février 2018.

### Enfance et jeunesse
Julie Mukandila Kayembe a grandi en République démocratique du Congo dans un environnement marqué par les défis socio-économiques du pays. Dès son jeune âge, elle s’est distinguée par son sens du leadership et sa volonté de contribuer au développement de sa communauté. Ses premières années ont été marquées par un intérêt pour les questions sociales et une ambition de jouer un rôle actif dans la société congolaise. Bien que les détails sur ses études et son parcours initial restent limités, elle a su tracer son chemin jusqu’à devenir une figure politique influente dans la ville de Kamina.

## Carrière

### Nomination et fonctions
Mukandila Kayembe a été nommée maire de Kamina en février 2018, succédant à ses prédécesseurs dans le cadre d'une série d'ordonnances présidentielles visant à réorganiser les administrations urbaines du pays.

### Actions notables
En juin 2020, elle a interdit la construction de kiosques, terrasses ou tout autre édifice dans les servitudes de l’État le long des avenues, avertissant que toute construction illégale serait détruite et les contrevenants sanctionnés conformément à la loi.
En août 2020, elle a déploré le non-respect des gestes barrières contre la COVID-19 par certaines églises lors des cultes, obligeant tous les responsables religieux à placer des kits sanitaires devant leurs églises respectives, sous peine de fermeture.

### Engagements communautaires
En tant que maire, Julie Mukandila Kayembe s'est engagée à promouvoir le développement urbain de Kamina, à renforcer les infrastructures locales et à assurer le respect des lois et règlements municipaux.